# Isabella Bachmakova
Vous lisez un « bon article » labellisé en 2019.
Isabella Grigorievna Bachmakova  (en russe : Изабелла Григорьевна Башмакова, Izabella Grigorievna Bachmakova), née le 3 janvier 1921 à Rostov-sur-le-Don (Union soviétique) et morte le 17 juillet 2005 à Zvenigorod, est une historienne des mathématiques russe. Ses thèmes principaux de recherche sont les mathématiques dans la Grèce antique, l'histoire de l'algèbre et la théorie algébrique des nombres. Elle s'est particulièrement intéressée au mathématicien Diophante et ses Arithmétiques. Son approche novatrice, consistant à compléter la lecture algébrique traditionnelle des Arithmétiques à l'aide des outils de la géométrie algébrique, a ouvert la voie à de nouvelles interprétations.
Elle a passé près de cinquante ans à enseigner à l'université d'État de Moscou et a pris part, aux côtés de mathématiciens et d'historiens comme Andreï Kolmogorov ou Adolf P. Youschkevitch, à la constitution et au développement en Russie des recherches en histoire des mathématiques.

## Formation et carrière

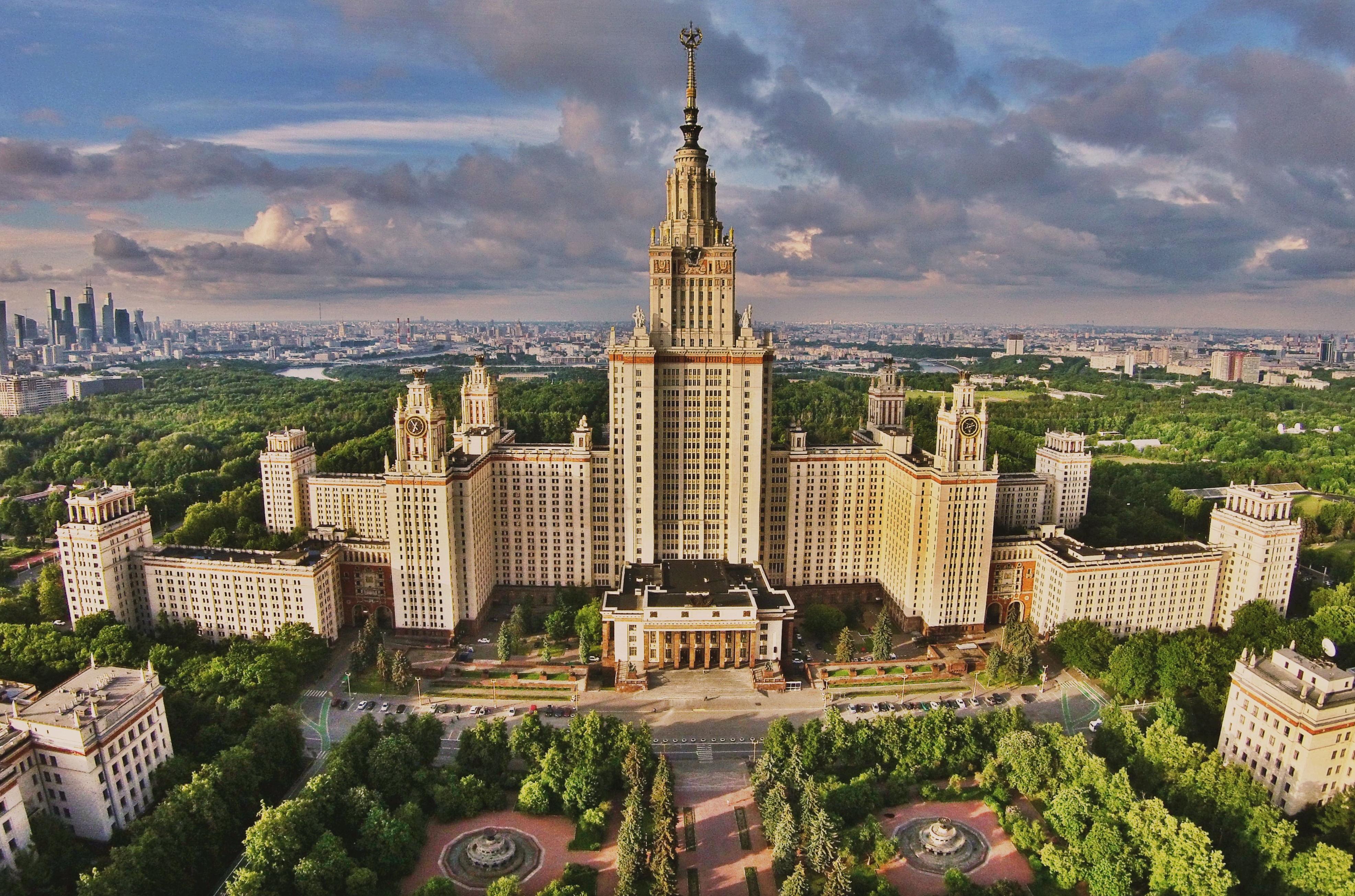
Vue aérienne de l'université d'État de Moscou.

Isabella Grigorievna Bachmakova est née le 3 janvier 1921 à Rostov-sur-le-Don, dans une famille d'origine arménienne. Sa mère se nomme Anna Ivanovna née Aladjalova et son père, Grigori Gueorgievitch Bachmakov, est avocat. Elle s'intéresse très tôt aux mathématiques et bénéficie d'une atmosphère propice au développement intellectuel au sein de sa famille et de ses proches lorsque celle-ci emménage à Moscou en 1932. Parmi les amis de la famille figurent notamment le physiologiste et botaniste Mikhail Tchaïlakhian et les poètes Boris Pasternak et Samouil Marchak.
En 1938, elle intègre la faculté de mathématiques et mécanique de l'université d'État de Moscou. Puis lors de la Seconde Guerre mondiale, elle et le personnel de l'université sont envoyés à Samarcande où elle est infirmière.
En 1933, s'est créé à Moscou, sous l'impulsion de Sofia Yanovskaïa et Mark Ya. Vygodsky, un séminaire de recherche en histoire des mathématiques probablement influencé par les travaux réalisés au début du siècle par Otto Neugebauer et Oskar Becker. Bachmakova, de retour à Moscou en 1943, y développe son intérêt pour l'histoire des mathématiques et décide d'apprendre le grec et le latin. Là, elle se lie d'amitié avec Yanovskaïa qui supervise également ses études et qui influence son parcours intellectuel et son attitude, proche et bienveillante, avec ses élèves.

« Elle a hérité un sens d'exactitude, de précision et de cohérence dans l'interprétation de l'histoire des mathématiques, ainsi que sa pratique méthodologique consistant à analyser des textes mathématiques anciens par rapport à des modes de pensée modernes ou historiquement plus récents. »

— Historia Mathematica, 2002, Eightieth Anniversary of Her Birth.
En 1948, elle soutient sa thèse, intitulée « Из истории теории делимости » (ce qui signifie « De l'histoire de la théorie de la divisibilité »), sous la supervision de Yanovskaïa et avec un jury composé de l'historien des mathématiques Adolf P. Youschkevitch et du mathématicien Alexandre Gelfond. Cette thèse comporte déjà les deux directions fondamentales et étroitement connectées qui prévalent longtemps dans ses travaux : l'histoire des mathématiques antiques et l'histoire de la théorie algébrique des nombres. Les principales conclusions de sa thèse sont publiées dans Istorikomatematicheskie issledovania (Études historico-mathématiques  (ISSN 0136-0949)). Puis elle est nommée professeure assistante à la faculté de mathématiques et mécanique de l'université de Moscou et y devient, en 1949, professeure associée.
Elle commence alors à dispenser des cours d'histoire des mathématiques qui, obligatoires au programme, sont suivis par de nombreux mathématiciens et historiens futurs diplômés de l'université de Moscou, et ce, jusqu'à la fin de sa carrière. En parallèle, avec Yanovskaïa, Youschkevitch et Rybnikov, elle dirige le séminaire de recherche en histoire des mathématiques, lieu de discussions et d'échanges qui a participé activement au développement des recherches en histoire des mathématiques.
En 1950, son mari, le mathématicien Andreï I. Lapine, est arrêté pour son opposition au lyssenkisme, mais est libéré en 1952 en partie grâce aux efforts de Bachmakova. Elle soutient sa thèse de doctorat en sciences en 1961 sous la supervision de A. I. Markouchevitch, B. A. Rosenfeld, A. P. Youschkevitch et V. P. Zoubov. Elle est nommée professeure titulaire en 1968.

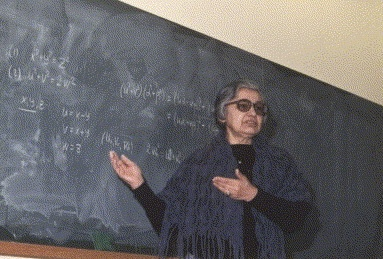
Isabella Bachmakova, 1989.

La réputation de Bachmakova, acquise en Russie, lui permet d'avoir de nombreux contacts internationaux. Elle voyage peu pour participer à des conférences internationales ; parmi ses rares voyages figurent la France en 1966 et 1968 et la Grèce en 1989 où elle rencontre Evangelos Stamatis et donne plusieurs conférences. Néanmoins, elle a rencontré à Moscou de nombreux historiens des mathématiques, tels que Kurt Vogel, Jean Dieudonné, Evert Marie Bruins, René Taton, Hans Wussing et Roshdi Rashed.
Elle est nommée professeure émérite en 1999.
Elle meurt le 17 juillet 2005, après être tombée dans le coma durant ses vacances à Zvenigorod.

« Sa mort signe la fin d'un chapitre dans l'historiographie russe des mathématiques, la privant de l'une de ses personnalités éminentes et reconnues. »

— Historia Mathematica, 2007, In Memoriam.

## Travaux

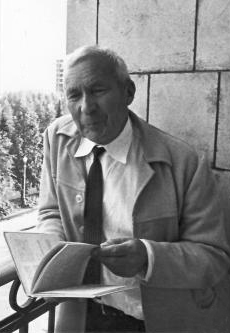
Le mathématicien russe Andreï Kolmogorov (1903-1987).

La pierre angulaire des travaux d'Isabella Bachmakova se résume à sa considération que « les vérités mathématiques ne sont pas réductibles au langage ». Sa méthode consiste à réinterpréter les écrits mathématiques anciens en termes modernes tout en précisant le contexte. Cette approche historiographique est exposée dans un article en russe en 1986, et reprise en 1994 dans un chapitre co-écrit avec Ioannis Vandoulakis (On the Justification of the Method of Historical Interpretation) :

« Tout d’abord, le texte devrait être « traduit » dans le langage mathématique contemporain, c’est-à-dire un modèle adéquat devrait être construit. C’est absolument nécessaire pour comprendre le texte, en révéler le contenu mathématique. […] À l’étape suivante, il est nécessaire d’inscrire le travail envisagé dans le contexte de la science de son époque. »

Les travaux d'Isabella Bachmakova en histoire des mathématiques concernent de nombreux sujets, dont trois (qui s'entrecroisent parfois) peuvent être soulignés : les mathématiques dans la Grèce antique, l'algèbre et la théorie algébrique des nombres, et enfin l'analyse diophantienne.
En outre, elle traduit les Éléments d'histoire des mathématiques de Bourbaki et dirige la traduction d’Une histoire des mathématiques. Routes et dédales d'Amy Dahan-Dalmedico et Jeanne Peiffer ainsi que les Arithmétiques de Diophante accompagnées de ses écrits sur les nombres polygonaux et enfin les travaux de Fermat en théorie des nombres et analyse diophantienne. Elle participe également à des articles d'encyclopédies russes et à des ouvrages et articles de vulgarisation en collaboration avec, entre autres, Adolf P. Youschkevitch, Andreï Kolmogorov et G. S. Smirnova, sur des thèmes particuliers comme les symboles mathématiques ou encore la géométrie algébrique mais aussi sur des personnalités comme Pythagore, Euclide, Diophante, Fibonacci, Fermat, Newton. Ses articles et ouvrages publiés en russe sont parfois traduits dans plusieurs langues (anglais, français, allemand, grec) mais certains ne sont disponibles que dans la langue d'origine.

### Mathématiques dans la Grèce antique
À la suite de travaux d'Oskar Becker, Isabella Bachmakova s'intéresse aux livres arithmétiques des Éléments d'Euclide (notamment le livre VII) qui sont l'objet de sa première publication en 1948. Partant de la distinction qui est faite entre nombre et grandeur géométrique, elle conclut que la théorie sur les rapports entre les nombres du livre VII est un cas particulier de la théorie sur les rapports entre les grandeurs géométriques exposée dans le livre V,. Dans les différentes analyses des Éléments (et ce depuis l'Antiquité grecque) ce double traitement de la proportionnalité — Livre V et Livre VII —, fait débat. Comme Bachmakova, de nombreux auteurs font de la théorie sur les rapports du Livre VII un cas particulier de celle plus générale sur les rapports entre grandeurs du Livre V. Mais ce rapprochement est aussi contesté notamment parce que la distinction, chez Euclide, entre nombre et grandeur géométrique justifierait les deux théories séparées qui se fondent sur des définitions différentes.

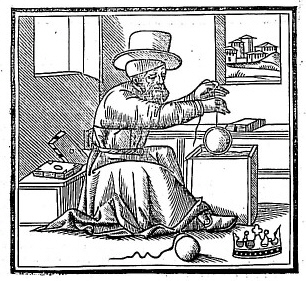
Principe d'Archimède : expérience physique sur deux boules de métal, l'une en or, l'autre en argent, toutes deux plongées dans l'eau.

En 1953, elle publie en russe un article, « Les méthodes différentielles d'Archimède », traitant Des spirales dans lequel, partant du constat qu'il disposait d'une méthode pour calculer les aires et les volumes (la méthode d'exhaustion, qui s'apparente aux sommes de Riemann), elle cherche à démontrer qu'il en avait également pour « déterminer les tangentes, et était en possession d'une méthode qui lui permettait de ramener les problèmes de maxima et de minima aux problèmes de tangentes ». Précisant que « en parlant des méthodes infinitésimales — différentielles ou intégrales — [elle n'a] nullement en vue le Calcul différentiel et intégral » et que les méthodes ne sont donc que des schémas de raisonnement s'appliquant pour la résolution de problèmes spécifiques, elle estime qu'elles sont équivalentes, dans leurs constructions, aux notions de différentielles développées aux XVIIe et XVIIIe siècles. De ce fait, elle s'intéresse également à la possible influence qu'elles ont eu sur certains mathématiciens, dont François Viète.
Puis en 1956 (publication en russe), elle étudie son traité Des corps flottants (poussée d'Archimède). Dans cet article, elle montre qu'Archimède combine les méthodes d'intégration et la géométrie des coniques pour étudier l'équilibre des objets à la surface d'un liquide. En 1961, elle soutient sa thèse On the History of Greek Mathematics qui résume ses travaux précédents, notamment ceux sur les « méthodes différentielles d'Archimède ».
En 1963, elle publie (en russe) un article dans lequel elle s'intéresse aux raisons de la formation, en Grèce, d'une science mathématique principalement abstraite et déductive. Examinant plusieurs hypothèses, elle met en avant celle de Kolmogorov qui considère que l'essor des mathématiques est intrinsèquement lié aux problèmes de sociétés de l'époque et au « contexte culturel de la polis ». Elle reviendra plus tard sur cette position, en 1985, considérant « l'essor des mathématiques comme un phénomène exceptionnel et unique, dont les causes sont difficilement identifiables ».
À partir de 1966, elle publie de nombreuses études sur Diophante et l'analyse diophantienne, un « thème central dans ses recherches ».

### Analyse diophantienne

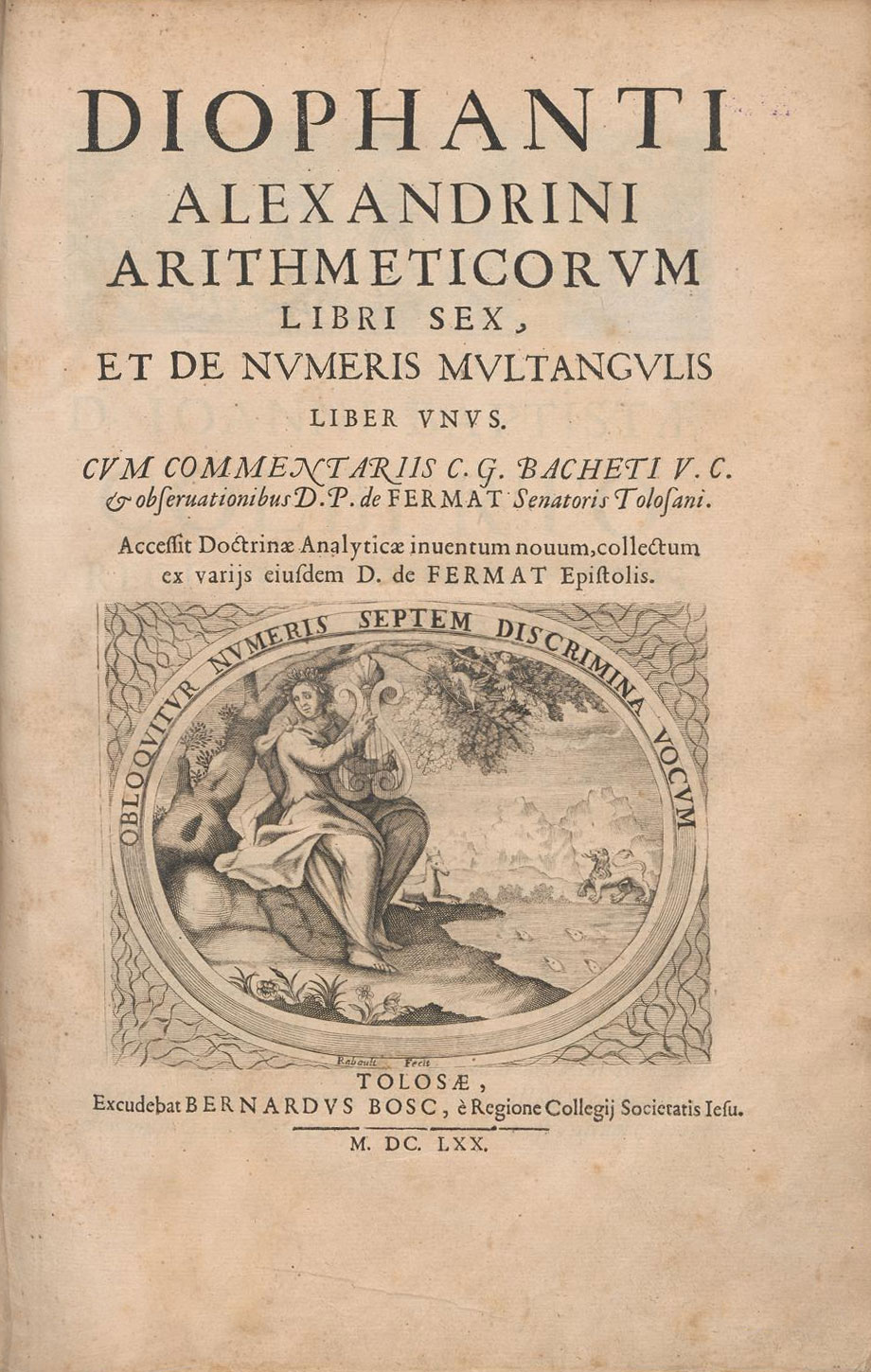
Page couverture de l'édition de 1670 des Arithmetica, principal ouvrage de Diophante d'Alexandrie.

Ses travaux s'axent autour de comparaisons des outils utilisés par Diophante pour résoudre des problèmes déterminés ou indéterminés — que l'on traduit en équation ou en système d'équations polynomiales à coefficients entiers — par rapport à des méthodes plus modernes (comme la géométrie algébrique). Bien qu'aucune description d'une méthode générale ne soit clairement formulée dans les Arithmétiques (les résolutions portent sur des problèmes particuliers) et suivant une ligne de pensée initiée par Jacobi, elle identifie la répétition de certaines procédures de résolutions et suggère que Diophante, par le choix et le rangement des problèmes, dispose de méthodes plus générales.

« Malgré toute l'importance des éléments de la nouvelle algèbre, introduits par Diophante, ce ne sont pas ces derniers qui constituent la partie durable de son œuvre. Les idées les plus profondes de l'auteur se rapportent à ce que nous appelons aujourd'hui l'analyse diophantienne. »

— Isabella Bachmakova, Diophante et Fermat
La lecture algébrique (c'est-à-dire en utilisant le symbolisme algébrique moderne) des Arithmétiques — bien que considérée comme anachronique —, est celle utilisée par nombre de mathématiciens et d'historiens, que ce soit dans leurs traductions de l'ouvrage ou dans les analyses ; elle permet notamment d'évaluer la cohérence de l'ensemble mais n'est pas satisfaisante pour déceler les probables méthodes générales de Diophante. Ces recherches sur les méthodes employées par Diophante ainsi que celles sur l'organisation de son traité occupent particulièrement les historiens et les mathématiciens. Ainsi, une approche complémentaire à la lecture algébrique est proposée par plusieurs d’entre eux, comme André Weil, Roshdi Rashed et Christian Houzel ainsi que Isabella Bachmakova.
Dans son premier article, « Diophante et Fermat », cherchant à dégager ces méthodes, elle reformule certains énoncés des problèmes, fournis dans les Arithmétiques sous forme littérale, en utilisant le symbolisme algébrique moderne et montre qu'ils peuvent se résoudre à l'aide d'outils spécifiques développés bien après, mais que la méthode de résolution reste commune. Pour elle, on trouve dans les Arithmétiques « les notions et méthodes de la géométrie algébrique — mais sans contenu géométrique ». Fondamentalement, la géométrie algébrique — dont les fondements théoriques n'apparaissent eux qu'à la fin du XIXe, début du XXe siècle — permet par exemple d'étudier des courbes à l'aide de leurs équations. Ainsi, dans le cas où le problème considéré par Diophante peut se ramener à {\displaystyle P(x,y)=0} et, alors que lui cherche des solutions rationnelles positives, Bachamakova propose que la recherche de solutions, en langage géométrique, revient à déterminer « des points rationnels appartenant à la courbe algébrique plane correspondante ». Partant de là, elle compare plusieurs procédures de résolution employées par Pierre Fermat pour déterminer des tangentes et des extremums et conclut que ces procédures sont similaires à celles utilisées par Diophante.
En 1972, elle publie Diophantus and Diophantine Equations généralisant sa précédente approche, laquelle lui permet de confirmer que des méthodes de résolutions plus générales sont identifiables au travers de l'analyse des solutions que propose Diophante à des problèmes spécifiques, et par le choix des problèmes.

« Un examen approfondi montre que les problèmes ont été soigneusement sélectionnés et servent à illustrer des méthodes bien définies et rigoureusement conçues. Suivant la norme de l’antiquité, les méthodes ne sont pas énoncées sous forme générale, mais réapparaissent dans les solutions de problèmes du même type. »

— Isabella Bachmakova, Diophantus and Diophantine Equations.
L'ouvrage, relativement court (70 pages dans sa version russe), commence par une présentation des données et hypothèses historiques relatives à la vie de Diophante suivie d'un brève présentation de l'ouvrage et de son contenu. Elle explicite aussi certains termes grecs et les différentes traductions qui en sont données par les historiens puis explique son choix : par exemple, une analyse philologique du texte la conduit à suggérer que ce qui était jusque-là traduit par « chose à soustraire » devrait en fait être traduit par négatif (nombre), par opposition à positif. Sur ce point elle précise que, bien que Diophante cherche des solutions rationnelles positives, il utilise, dans les calculs intermédiaires, des nombres négatifs.

« Ce qui est le plus surprenant à propos de l'Arithmétique, ce n'est pas seulement l'utilisation par Diophante d'un langage complètement nouveau et son extension audacieuse du domaine des nombres, mais ce sont également les problèmes qu'il a posés et résolus. »

— Isabella Bachmakova, Diophantus and Diophantine Equations

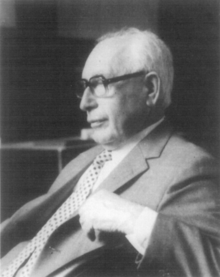
Adolf P. Youschkevitch (1906-1993), professeur et collaborateur d'Isabella Bachmakova.

Après avoir présenté les outils de la géométrique algébrique utiles à la compréhension du texte (genre, équivalence birationnelle, etc.), elle expose le point de vue de différents historiens sur les méthodes de Diophante, dont H. Hankel, Van der Waerden, H.G. Zeuthen. Vient ensuite sur plusieurs chapitres une analyse de différents problèmes et de leurs procédures de résolution ainsi qu'une comparaison avec les développements ultérieurs de certains concepts par Fermat, Viète, Euler, Jacobi et Poincaré. L'idée générale reste dans l'ensemble de retrouver dans les écrits de Diophante les mêmes méthodes de résolution ou du moins leurs équivalences et, qu'en plus de cette filiation, une certaine procédure systématique de résolution se dégage, procédure dont Diophante aurait eu conscience,.

« L'identification par Bachmakova que des exemples bien choisis peuvent contenir des preuves générales est une précieuse idée. Mais la prochaine étape importante — conclure que Diophante le faisait consciemment — est une étape que beaucoup trouveront difficile à franchir. »

— David Graves, MAA reviews
En 1974, elle publie une édition russe des Arithmétiques suivie des textes sur les nombres polygonaux auxquels elle ajoute des introductions et un corpus de commentaires. Reprenant la même démarche dans sa lecture, en retraçant le parcours à travers les siècles des idées de Diophante réemployées et développées par de nombreux mathématiciens, elle fait de nouveau correspondre les méthodes de résolutions de Diophante avec leurs équivalences en géométrie. Dans son compte rendu, Adolf P. Youschkevitch — tout en précisant que « ce n'est pas une modernisation des idées du savant alexandrin, mais la traduction de ses raisonnements dans une langue plus familière à la fin du xxe siècle, qui va de pair avec l'emploi de nos symboles algébriques » — souligne ce qui dans l'interprétation de Bachmakova lui semble contestable : ainsi, l'idée selon laquelle Diophante avait connaissance des relations entre les équations et leurs courbes lui semble difficile à soutenir, bien que « la liaison dont il s'agit existe dans la nature des choses et c'est elle qui a permis à Mme Bachmakova d'enrichir notre compréhension de l'œuvre de Diophante ». Il en est de même pour son interprétation de l'utilisation des nombres négatifs par Diophante qui lui semble erronée.

« Cette petite divergence d'opinion sur un problème particulier ne diminue aucunement l'appréciation extrêmement favorable que je porte sur les recherches de Mme Bachmakova. »

— Adolf P. Youschkevitch, Revue d'histoire des sciences.
Roshdi Rashed et Christian Houzel (Les Arithmétiques de Diophante : lecture historique et mathématique, 2013) estiment quant à eux que « quoique « forcée » et ne pouvant pas prétendre au titre d'historique, cette lecture d'I. G. Bashmakova a le mérite d'expliciter les procédures réglées en usage dans les Arithmétiques, procédures qui laissent supposer un ordre précis qu'aucune autre lecture n'était en mesure d'expliciter. Encore une fois, il s'agit de la question des méthodes de Diophante. »
D'autres questions entourent les Arithmétiques de Diophante. Notamment celles sur la nature même de celui-ci, à savoir considérer si oui ou non cet ouvrage est un ouvrage d'algèbre, s'il s'inscrit donc dans l'histoire de cette discipline. Ces questions divisent les historiens. Bachmakova écrit : « Au début du premier livre, il y a une courte introduction algébrique, qui est essentiellement le premier récit des fondements de l'algèbre. Ici, l’auteur construit le corps des nombres rationnels, introduit le symbolisme littéral et donne des règles pour travailler avec des polynômes et des équations. »
Les travaux de Bachmakova ne sont pas limités à cet aspect de l'histoire de l'algèbre, qu'elle a ainsi traitée à plusieurs reprises.

### Algèbre et théorie algébrique des nombres

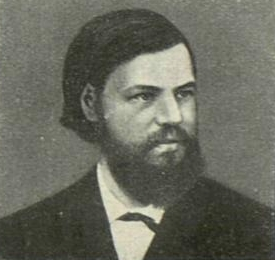
Yegor Ivanovitch Zolotarev (1847 – 1878).

Dès sa thèse de 1948, Bachmakova aborde l'histoire de l'algèbre et l'histoire de la théorie algébrique des nombres. Une part importante de celle-ci concerne Yegor Ivanovitch Zolotarev. Elle s'intéresse à ses travaux en théorie algébrique des nombres qu'elle compare à ceux de Dedekind et Kronecker. Zolotarev établit, entre autres, une théorie de la divisibilité des entiers algébriques dans les corps des nombres algébriques. Ce travail de Bachmakova sur Zolotarev est notamment complété en 1978.
Elle continue ses recherches sur l'histoire de l'algèbre et l'histoire de la théorie algébrique des nombres en s'intéressant notamment au théorème fondamental de l'algèbre ou encore à l'algèbre commutative.
Ses différentes contributions sont reprises dans le chapitre Algebra and Algebraic Number Theory co-écrit avec N. Rudakov et publié en russe en 1978.

« Le XIXe siècle a été une époque de profondes transformations qualitatives et, en même temps, de grandes découvertes dans tous les domaines des mathématiques, y compris l'algèbre. La transformation de l'algèbre était de nature fondamentale. Entre le début et la fin du siècle dernier, ou plutôt entre le début du siècle dernier et les années vingt de ce siècle, la matière et les méthodes de l’algèbre et sa place dans les mathématiques ont changé de façon incomparable. »

Ainsi, les auteurs, en près de cent pages, exposent les différentes théories et outils qui se sont grandement développés à cette période comme la théorie des équations, la théorie des groupes, l’algèbre linéaire, les algèbres associatives et non associatives, la théorie des invariants, et les différents acteurs de ces changements comme Carl Friedrich Gauss, Niels Henrik Abel, Évariste Galois, William Rowan Hamilton, Ernst Kummer, Richard Dedekind, Leopold Kronecker, Yegor Ivanovitch Zolotarev. Pour reconstruire ces différentes avancées, les auteurs soulignent les difficultés qui se présentent à l'historien. Ainsi, quand il faut rechercher aux travers des écrits, manuscrits, lettres, les premiers germes d'une théorie, sa croissance et ses processus d’interactions, réussir à déterminer qui « l'a aidé à franchir l'étape décisive » n'est pas chose aisée. Karen Parshall, dans son compte rendu, estime — tout en admettant que « l'historien doit communiquer avec le mathématicien en termes compréhensibles » — que les auteurs, dans leur approche historiographique, en adaptant les textes mathématiques en termes contemporains, « ont rendu leur travail quelque peu anachronique » même si cela est quasi inévitable. Elle précise également que le chapitre permet au lecteur non russe de prendre connaissance d'une partie des travaux de Zolotarev et de ses interactions avec la communauté mathématique européenne lors de ses voyages.
En 2000 (la publication originale russe, en collaboration avec son élève G. S. Smirnova, date de 1997), est publié  The Beginnings and Evolution of Algebra dans lequel l'histoire de l'algèbre est retracée depuis les Babyloniens jusqu'au XIXe siècle.

## Prix et distinctions
En 1986, le Congrès international des mathématiciens avait initialement publié une liste d'intervenants sans femme. Après des protestations, le comité exécutif du congrès a invité six femmes à prendre la parole au congrès. Bachmakova était l'une de ces six ; elle n'a pas pu se rendre au congrès, mais sa communication figure dans les actes du congrès.
Elle est membre de la Société mathématique de Moscou depuis 1950. Elle siège au conseil de rédaction des revues Historia Mathematica, Voprosy istorii estesvoznaniya i tekhniki, Istoriko-matematicheskie issledovaniya et Istoriya i metodologiya estestvennykh nauk.
L'Académie internationale d'histoire des sciences l'a élue membre correspondant en 1966 et membre titulaire en 1971. Elle a obtenu des diplômes honorifiques : de l'Académie des sciences de l'URSS en 1971, du Ministère de l'enseignement supérieur de l'URSS en 1976 et de la All-Union Society of Science en 1980. En 2001, elle reçoit la médaille Alexandre-Koyré de l'Académie internationale d'histoire des sciences,. En 2011, une conférence de l'Académie des sciences de Russie lui est dédiée en l'honneur du 90e anniversaire de sa naissance.

## Publications
Une liste complète, avec les différentes traductions, est donnée par Demidov et al. 2002.
- Isabella Bashmakova, « Les méthodes différentielles d'Archimède », Archive for History of Exact Sciences, vol. 2, no 2,‎ 1964, p. 87-107 (DOI 10.1007/BF00357649, JSTOR 41133242)
- Isabella Bashmakova, « Diophante et Fermat », Revue d'histoire des sciences et de leurs applications, t. 19, no 4,‎ 1966, p. 289-306 (DOI 10.3406/rhs.1966.2507)
- I. G. Bachmakova et E. I. Slavutin, « « Genesis triangulorum » de François Viète et ses recherches dans l'analyse indéterminée », Archive for History of Exact Sciences, vol. 16, no 4,‎ 1977, p. 289-306 (DOI 10.1007/BF00348306, JSTOR 41133474)
- (en) Isabella Bashmakova, Diophantus and Diophantine Equations, MAA, 1997 (1re éd. 1972) (ISBN 0-88385-526-7, présentation en ligne) — en russe : Диофант и диофантовы уравнения, Nauka, Moscou, 1972.

- (en) Isabella Bashmakova, A.T. Grigoryan, A.I. Markushevich, F.A. Medvedev et B.A. Rosenfeld, « Adolph Pavlovich Yushkevich (on the occasion of his seventieth anniversary) », Historia Mathematica, vol. 3, no 3,‎ 1976, p. 259–278 (DOI 10.1016/0315-0860(76)90096-3)
- (en) Isabella Bashmakova, « Arithmetic of algebraic curves from diophantus to Poincaré », Historia Mathematica, vol. 8, no 4,‎ 1981, p. 393-416 (DOI 10.1016/0315-0860(81)90050-1)
- (en) Isabella G. Bashmakova, A. P. Youshkevitch, A. N. Kolmogorov, A.I. Markushevitch et A. N. Parshin, « Essay review : Abrégé d'histoire des mathématiques, 1700–1900: Edited by J. Dieudonné », Historia Mathematica, vol. 9, no 3,‎ 1982, p. 346-360 (DOI 10.1016/0315-0860(82)90131-8)
- (en) I.G. Bashmakova, S.S. Demidov, A.T. Grigorian et A.N. Kolmogorov, « Adolph Paviovich Yushkevich on the occasion of his eightieth birthday », Historia Mathematica, vol. 13, no 3,‎ 1986, p. 215–220 (DOI 10.1016/0315-0860(86)90087-x)
- (en) I. G. Bashmakova et A. N. Rudakov, « Algebra and Algebraic Number Theory », dans A. N. Kolmogorov (dir.) et A. P. Yushkevich (dir.), Mathematics of the 19th century, vol. 1 : Mathematical logic, algebra, number theory, probability theory, Birkhäuser, 1992 (DOI 10.1007/978-3-0348-5112-1_2), p. 35-135  — Une partie de ce chapitre est repris dans Bashmakova et Rudakov 1995
- I. G. Bashmakova et I. M. Vandoulakis, « On the Justification of the Method of Historical Interpretation », dans Gavroglu K., Christianidis J., Nicolaidis E., Trends in the Historiography of Science, Springer, coll. « Boston Studies in the Philosophy of Science » (no 151), 1994 (DOI 10.1007/978-94-017-3596-4_19), p. 249-264
- (en) I. G. Bashmakova et A. N. Rudakov, « The Evolution of Algebra 1800-1870 », The American Mathematical Monthly, vol. 102, no 3,‎ 1995, p. 266-270 (DOI 10.2307/2975015)
- (en) Isabella Bashmakova, A.N. Bogolyubov, S.S. Demidov, B.V. Gnedenko, E. Knobloch, Galina Matvievskaya, D. E. Rowe, B.A. Rozenfeld, O.B. Sheynin et V.M. Tikhomirov, « Adolph Andrei Pavlovich Yushkevich (1906-1993) », Historia Mathematica, vol. 22,‎ 1995, p. 113-118 (DOI 10.1006/hmat.1995.1012)
- (en + ru) I. G. Bashmakova, S. S. Demidov et B. A. Uspenskiŭ, « Sof'ya Aleksandrovna Yanovskaya », Modern logiq, vol. 6, no 4,‎ 1996, p. 357-372 (lire en ligne)
- (en) I. G. Bashmakova et E. I. Slavutin, « Glimpses of Algebraic Geometry », The American Mathematical Monthly, vol. 104, no 1,‎ 1997, p. 62-67 (DOI 10.1080/00029890.1997.11990599)
- (en) I. G. Bashmakova et G. S. Smirnova (trad. Abe Shenitzer), « The Birth of Literal Algebra », The American Mathematical Monthly, vol. 106, no 1,‎ 1999a, p. 57-66 (DOI 10.2307/2589589)
- (en) I. G. Bashmakova et G. S. Smirnova, « The Literal Calculus of Viète and Descartes », The American Mathematical Monthly, vol. 106, no 3,‎ 1999, p. 260-263 (DOI 10.1080/00029890.1999.12005039)
- (en) I. G. Bashmakova et G. S. Smirnova, « Geometry: the First Universal Language of Mathematics », dans Emily Grosholz et Herbert Breger, The Growth of Mathematical Knowledge, Springer, coll. « Studies in Epistemology, Logic, Methodology, and Philosophy of Science » (no 289), 2000a (DOI 10.1007/978-94-015-9558-2_22), p. 331-340
- (en) Isabella Bashmakova et Galina Smirnova (trad. Abe Shenitzer), The Beginnings and Evolution of Algebra, MAA, coll. « Dolciani mathematical expositions » (no 23), 2000 (ISBN 0-88385-329-9, présentation en ligne)  — Le chapitre 3 du livre se trouve aussi dans Bashmakova et Smirnova 1999a.

- (en) Isabella G. Bashmakova (trad. M. Vandoulakis), « Diophantine Equations in Leonardo of Pisa », Archives Internationales d'Histoire des Sciences, vol. 58, nos 160-161,‎ juin 2008, p. 33–49 (ISSN 0003-9810 et 2507-038X, DOI 10.1484/J.ARIHS.5.101499)